# Комарівка (Богодухівський район)
Комарі́вка —  село в Україні, у Краснокутській селищній громаді Богодухівського району Харківської області. Населення становить 12 осіб. До 2020 орган місцевого самоврядування — Рябоконівська сільська рада.

## Географія
Село Комарівка знаходиться на лівому березі річки Мерла, вище за течією примикає до села Зубівка, нижче за течією на відстані 1 км розташоване село Березівка, на протилежному березі — село Колонтаїв. Село оточене лісовим масивом.

## Історія
12 червня 2020 року, розпорядженням Кабінету Міністрів України № 725-р «Про визначення адміністративних центрів та затвердження територій територіальних громад Харківської області», увійшло до складу Краснокутської селищної громади.
19 липня 2020 року, в результаті адміністративно-територіальної реформи та ліквідації Краснокутського району, село увійшло до складу Богодухівського району.